# Pyrimethanil
Pyrimethanil (ISO-benaming) is een organische verbinding uit de groep van de anilino-pyrimidinen, die gebruikt wordt als fungicide in de land- en tuinbouw. Pyrimethanil is een vaste kristallijne stof, die vrijwel onoplosbaar is in water.

## Synthese[1]
De verbinding wordt gevormd in de condensatiereactie van fenylguanidine met acetylaceton (pentaan-2,4-dion).
Een andere synthese gaat uit van de reactie van formanilide met 4,6-dimethylpyrimidine voorzien van een leaving group (hier methylsulfonyl) op positie 2. Na hydrolyse van het reactieproduct, in aanwezigheid van een zuur zoals zoutzuur, ontstaat pyrimethanil.
Een gelijkaardige synthese werd reeds in 1901 beschreven door St. Angerstein. Hij vormde in een stap "4,6-dimethyl-2-anilidopyrimidin" door 2-chloor-4,6-dimethylpyrimidine en aniline te verwarmen in een waterbad.

## Toepassingen
Pyrimethanil en gelijkaardige anilino-pyrimidinen als cyprodinil zijn werkzaam tegen ascomyceten, meer bepaald pathogene schimmels zoals schurft bij appels (Venturia inaequalis) en Grauwe schimmel (Botrytis) op druiven, fruit, groenten en sierplanten. Het dringt binnen in de bladeren van de plant en het verhindert de biosynthese van methionine door de schimmel.
Het eerste octrooi voor deze activiteit werd gepubliceerd in de Duitse Democratische Republiek in 1981.

## Regelgeving
Pyrimethanil is in de Europese Unie toegelaten als gewasbeschermingsmiddel; de termijn loopt tot 31 mei 2017.

## Toxicologie en veiligheid
Pyrimethanil  is niet acuut toxisch maar wel vrij stabiel in water en bodem.